# Min (fleuve, Fujian)
Pour les articles homonymes, voir Min Jiang.

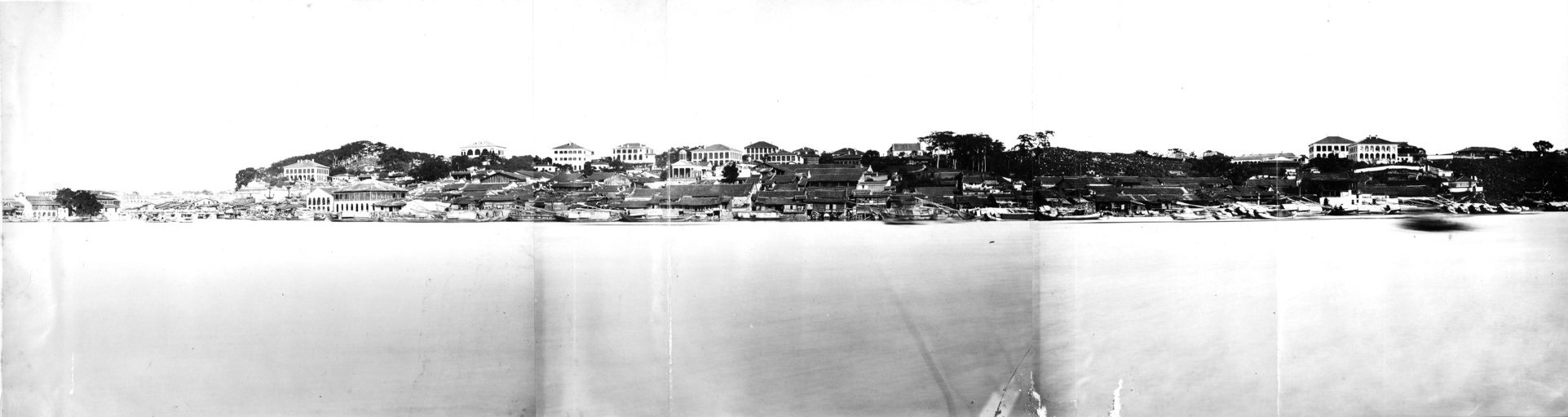

Le Min (chinois simplifié : 闽江 ; chinois traditionnel : 閩江 ; pinyin : mǐn jiāng) est un fleuve de 577 km qui coule dans la province chinoise du Fujian et se jette dans la mer de Chine orientale. C'est le plus important cours d'eau de la province, et une importante voie de transport fluvial.
Le fleuve ne doit pas être confondu avec la rivière Min, homonyme de la province du Sichuan, dans le xian de Wenchuan, qui s'écrit 岷江.
L'embouchure de la rivière Min (ceb) (閩江口) a été le lieu d'une bataille navale (zh) entre la République de Chine (Taïwan) et la République populaire de Chine (Chine continentale), en 1958.

## Géographie
Trois ruisseaux lui donnent naissance, au nord le Jian (建溪), au centre le Futun (富屯溪), au sud le Sha (沙溪).
Il se jette en mer de Chine orientale au sud de Fuzhou, ville qu'il traverse de part et d'autre de l'île de Nantai.